# Gai Plauci Pròcul
Gai Plauci Pròcul (en llatí: Gaius Plautius Proculus) va ser un magistrat romà que formava part de la gens Plàucia.
Va ser elegit cònsol l'any 358 aC amb Cesó Fabi Ambust. Va fer la guerra als hèrnics als quals va derrotar i va obtenir els honors del triomf. Dos anys més tard va ser nomenat magister equitum del dictador Gai Marci Rútil que era el primer dictador plebeu mentre Pròcul va ser el primer magister equitum plebeu.